# Cabécar jezik
Cabécar jezik (chirripó; ISO 639-3: cjp), jezik Cabécar Indijanaca u regiji Turrialba u Kostariki, kojim se služi 8 840 (2000). Jedan je od četiri predstavnika porodice talamanca. 
Ima četiri dijalekta: chirripó, telire, estrella i ujarrás. Piše se latinicom.

## Vanjske poveznice
- Ethnologue (14th)
- Ethnologue (15th)